# Horticulteur
Selon le dictionnaire de l'Académie française, l'horticulteur est une personne qui pratique l'art de cultiver les jardins, de pratiquer la culture des légumes, des fleurs, des arbres ou arbustes fruitiers et d'ornement. Ce n'est donc pas toujours un métier car le terme désigne aussi la personne qui cultive son jardin. Il a donc pour activité la culture de plantes, dans une finalité ornementale ou pour l'alimentation.
La plupart du temps, l'horticulteur accompagne ses cultures de la graine à la plante adulte, convenant à la commercialisation.
Traditionnellement, les plantes cultivées sont des plantes qui sont issues d'une sélection très sévère transmise de génération en génération. Beaucoup de ces végétaux sont devenus incapables de se pérenniser sans l'intervention humaine.
Des horticulteurs s'intéressent aux plantes sauvages qu'ils multiplient et commercialisent. On les trouve le plus souvent dans le secteur de la pépinière. Ce sont les pépiniéristes collectionneurs.

## Les missions

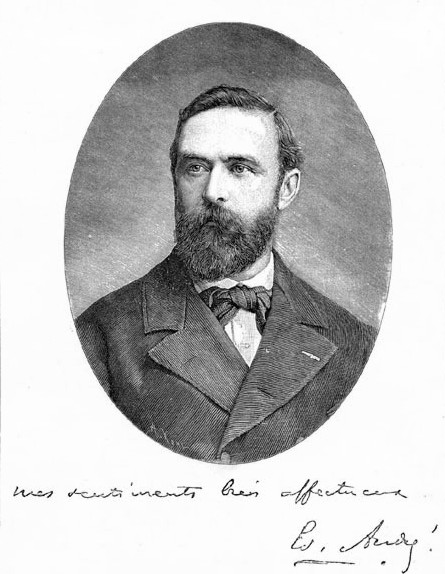
L'horticulteur français Édouard François André.

### La connaissance
L'horticulteur producteur de plantes doit avoir une connaissance très pointue des plantes qu'il choisit de mettre en culture. Effectivement, pour pouvoir vendre une plante il vaut mieux la connaître pour mieux orienter le client.

### La multiplication
- Le semis
- Le bouturage
- La greffe
- Le marcottage
- La division des touffes
- Séparation des stolons

### La protection contre les ennemis
- La lutte chimique
- La lutte biologique
- La lutte raisonnée

### Les spécialités
Les métiers de ce secteur économique sont généralement des métiers d'extérieur et donc soumis aux aléas climatiques (pluie, vent, neige, froid...). Les emplois sous serres sont soumis aux chaleurs estivales.

#### Le pépiniériste
Parmi les métiers connexes, on désignera du nom de pépiniériste un agriculteur spécialisé dans la production de plantes pérennes ou ligneuses d'extérieur qui demandent plusieurs années de culture avant d'être commercialisables.
Le pépiniériste est généraliste et pourra donc aussi bien produire des arbres fruitiers, des arbres d'ornement, des plantes vivaces, etc.

#### Le pépiniériste collectionneur
C'est un professionnel qui propose dans son catalogue des essences ligneuses généralement issues d'un individu prélevé dans la nature de son milieu d'origine. Comme son nom l'indique il collectionne et commercialise des espèces végétales en petite quantité qui sortent de l'ordinaire. En principe, ce ne devrait pas être des plantes protégées car elles sont interdites à la vente et à la circulation sans une autorisation.
On les trouve généralement dans toutes les foires aux plantes...

#### Le floriculteur
C'est le spécialiste, dans la floriculture, de la production ainsi que la vente de plantes le plus souvent exotiques. Les produits commercialisés sont les plantes d'intérieur vertes ou fleuries, les fleurs coupées, les plantes à massif.

#### Le maraîcher
Professionnel de la production de végétaux majoritairement vivriers. Il produit fruits, légumes, et parfois des productions comme le muguet dans la région nantaise. Les fruits et les légumes sont considérés comme des produits de l'horticulture, tandis que les céréales et la betterave sont des produits de l'agriculture au sens strict.

#### Les métiers liés au paysagisme

##### L'architecte paysagiste
Spécialiste de la mise sur plan des attentes des clients dans le but de leur donner satisfaction. Il prévoit la place de chacun des végétaux, du tracé des allées, des circuits pour l'arrosage intégré, l'emplacement des dallages, et des petits éléments maçonnés.

##### L'ouvrier paysagiste
Ouvrier responsable de la mise en place des végétaux (plantations). Il est chargé de mettre en place, d'aménager et d'entretenir les espaces verts : parcs, jardins, massifs, terrains de sport. Lorsqu'il participe à leur création, il travaille souvent d'après les plans de l'architecte paysagiste.

##### Le maçon paysagiste
Responsable de la construction et spécialiste des petits éléments maçonnés comme les escaliers, les murs et murets, les fontaines, capage de balcons et de contours de piscines

##### L'arboriculteur
L'arboriculteur doit suivre le rythme des saisons. 
Son travail doit consistuer à traiter les arbres pour lutter contre les maladies et les parasites. Le désherbage des parcelles entourant les arbres est également indispensable. Quand il travaille à la production de fruits, l'arboriculteur participe aussi aux opérations de ramassage, de tri, de calibrage, de nettoyage et de conditionnement de la récolte.

##### L'horticulteur
Un horticulteur doit avoir un maximum de connaissance des végétaux et doit avoir des années d'expériences non seulement en technique horticole, mais aussi en commerce.
Il veille au développement des végétaux. Il surveille la croissance des plants, les arrose, les désherbe, les traite, les taille, les griffe ou encore les repique selon les cas. C'est aussi un commercial qui guide les particuliers ou les professionnels dans leurs achats de plantes, les conseille sur les variétés, leur floraison, les soins à leur apporter, leur rendement, leur qualité, les lieux où elles s'épanouiront le mieux.